# Allosiopelus
Allosiopelus punctatipennis es una  especie de coleóptero adéfago de la familia Carabidae y el único miembro del género monotípico Allosiopelus.